# Chiesa di Santa Maria (Lydiard Tregoze)
La chiesa di Santa Maria (in inglese St Mary's church), è la parrocchiale anglicana che si trova a Lydiard Tregoze, villaggio e parrocchia civile della contea del Wiltshire nel Sud Ovest dell'Inghilterra, Regno Unito. La storia del luogo di culto inizia attorno al XII secolo, rientra nella diocesi di Bristol ed è considerato un monumento classificato di prima categoria per il suo particolare interesse storico e architettonico.

## Storia

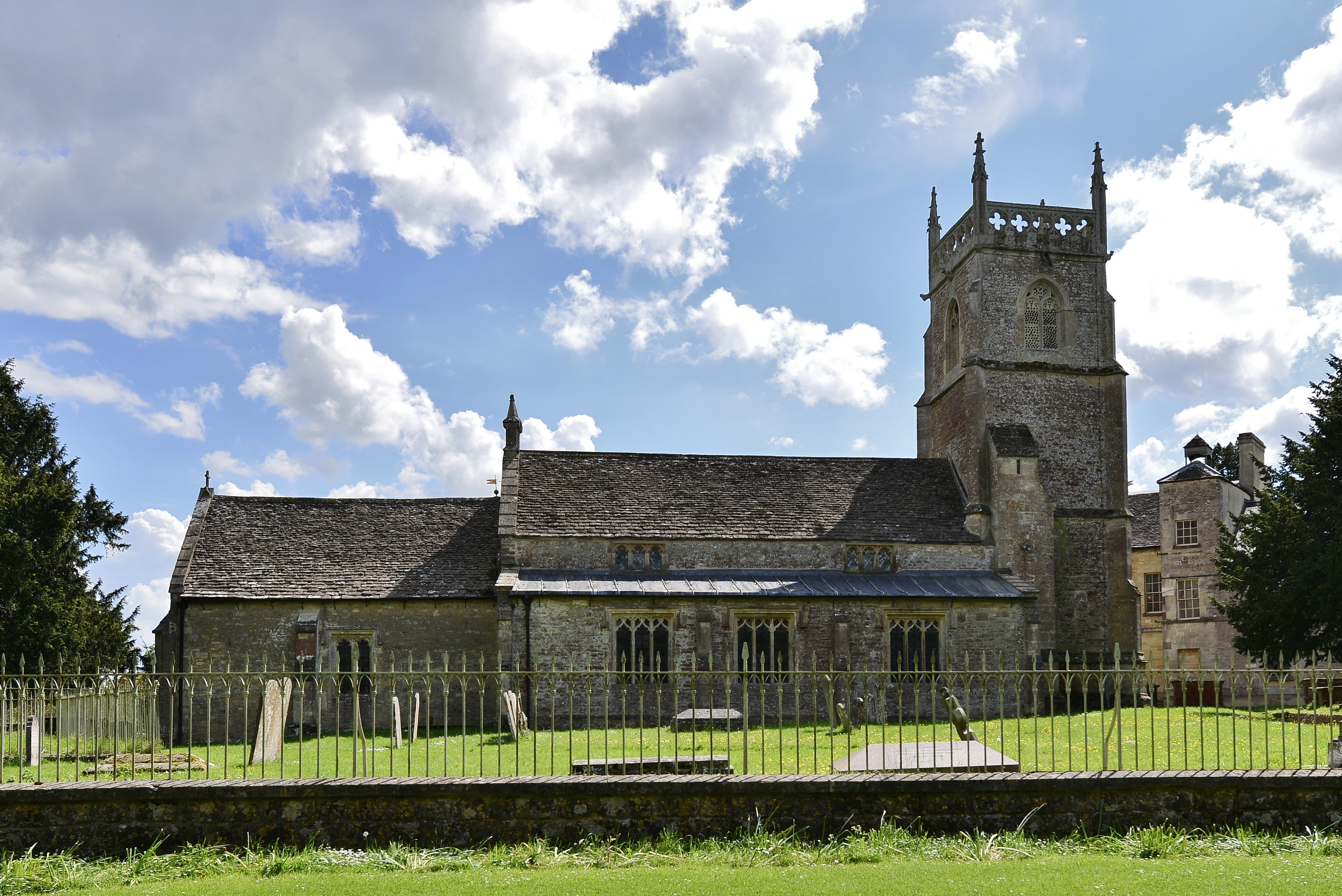
Chiesa di Santa Maria a Lydiard Tregoze col cimitero della comunità

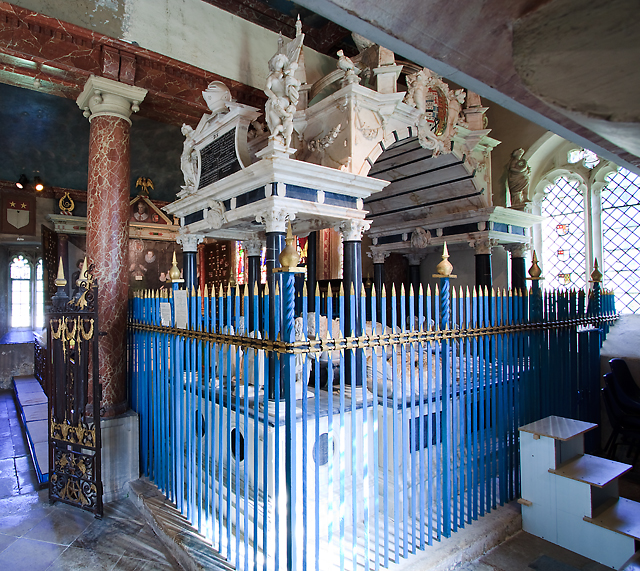
Monumento di Sir John St John con la sua consorte che si trova nella sala della chiesa

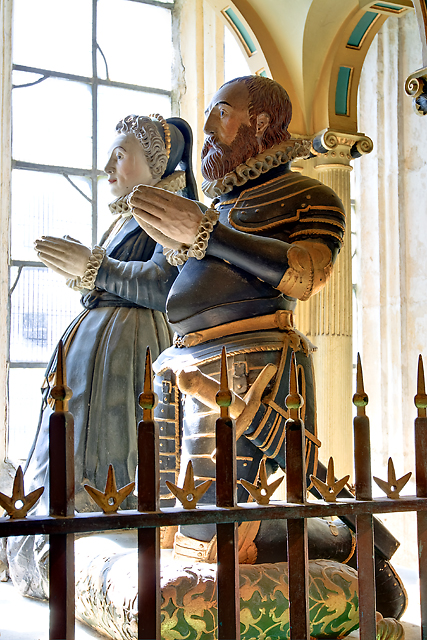
Particolare delmonumento di Sir John St John con la sua consorte

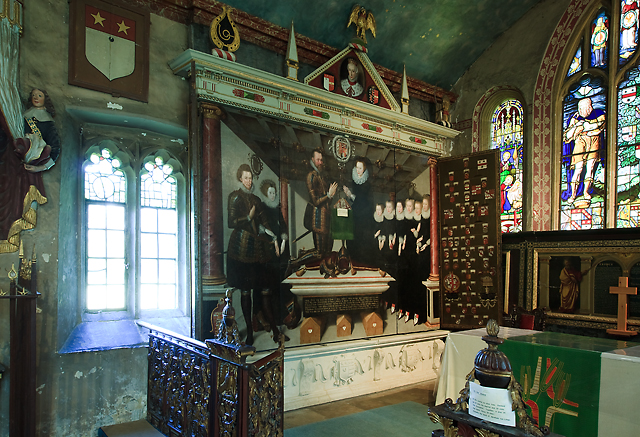
Trittico con immagini della famiglia di Sir John St John

La chiesa di Santa Maria fu fondata in epoca sassone quando il maniero di Lydiard faceva parte di una grande proprietà terriera incentrata nell'Herefordshire. Dopo la conquista normanna, nel 1066, questo grande complesso di tenute con a capo il castello di Ewias, entrò in possesso di Alfredo di Marlborough. In alcuni documenti Lydiard è persino chiamata Lydiard Ewias. Nel 1100 Harold, capo della baronia di Ewyas, fece costruire una chiesa a Lydiard ed è molto probabile che la navata della chiesa che ci è pervenuta si trovi nello stesso sito e con le stesse dimensioni dell'edificio precedente. Verso la fine del XII secolo la tenuta di Lydiard passò per matrimonio nelle mani della famiglia Tregoz, originaria di un villaggio in Normandia chiamato Troisgots. Il nome Tregoz fu aggiunto a quello di Lydiard per non confonderlo con la vicina parrocchia di Lydiard Millicent. Nel XIII secolo fu notevolmente ampliata o forse persino ricostruita dalla famiglia Tregoz, inclusa la costruzione di una nuova navata laterale nord. Il fonte battesimale in pietra, la più antica caratteristica sopravvissuta della chiesa, risale a questo periodo e potrebbe aver sostituito una precedente vasca di legno. Nelle vicinanze, sotto una finestra nella navata nord, si possono vedere tracce di una porta bloccata. La porta era nota come Porta del diavolo. Nel Medioevo veniva lasciata aperta durante i battesimi in modo che gli spiriti maligni che si pensava fossero nel bambino prima del battesimo potessero fuoriuscire. Malgrado queste superstizioni associate alla scomparsa della porta il fonte battesimale è stato utilizzato ininterrottamente per il battesimo di neonati, bambini e adulti per circa 800 anni. Nel 1300 il feudo di Lydiard passò di nuovo per matrimonio, questa volta alla famiglia Grandison. Durante questo secolo fu aggiunta la navata laterale sud e la chiesa, come nei secoli precedenti, venne arricchita con dipinti murali. Nel 1420 Margaret Beauchamp, una delle donne più importanti, ricche e influenti del XV secolo, ereditò tutte le proprietà dei Grandison, tra cui Lydiard Tregoze. Il matrimonio di Margaret con Oliver St. John portò Lydiard nella famiglia St. John e la coppia fu probabilmente responsabile degli ampliamenti e dei miglioramenti dell'edificio, iniziati in quel secolo. Questi includevano la ristrutturazione del presbiterio nella forma che ci è pervenuta, l'aggiunta di una cappella a sud, la torre occidentale e il portico a sud. L'intero edificio fu sottoposto a una ristrutturazione con motivi decorativi dai colori brillanti sulla muratura e una nuova serie di affreschi e rinnovate vetrate policrome. Durante il XVI secolo furono apportate piccole modifiche edilizie alla chiesa, sebbene fosse un periodo di grandi cambiamenti nel modello di culto religioso, a causa dell'accettazione generale dell'insegnamento protestante. L'aspetto e l'atmosfera dell'edificio cambiarono di conseguenza. I dipinti murali furono coperti e quasi tutti i monumenti distrutti. La modifica interna più spettacolare ebbe luogo nel 1633 quando la cappella sud e il luogo di sepoltura della famiglia St. John furono ristrutturati da Sir John St. John. Sir John fece costruire e posizionare nella sala una serie di monumenti di famiglia per i quali la chiesa divenne poi famosa e che possono creare l'impressione di una cappella privata piuttosto che di una chiesa parrocchiale. Sulla parete esterna sud dell'edificio, di fronte alla casa, aggiunse merli e sopra l'ingresso privato della famiglia alla cappella, il loro stemma. Seguirono ulteriori arricchimenti architettonici come l'installazione di gallerie all'estremità occidentale per musicisti e un coro. Sopra l'arco del presbiterio la raffigurazione dei Dieci Comandamenti e i testi sacri sulle pareti diedero alla sala un nuovo aspetto. Nel periodo vittoriano vennero realizzati nuovi interventi e nel 1901 iniziò il primo tentativo di restauro quando furono scoperti alcuni dipinti murali. Fu necessario arrivare agli anni sessanta del XX secolo perché nuovi lavori di conservazione prendessero il via.

## Descrizione
L'English Heritage ha inserito dal 17 gennaio 1955 la chiesa di Santa Maria a Lydiard Tregoze tra gli edifici storici come monumento classificato di prima categoria col numero 1023470. Il luogo di culto rientra nella diocesi di Bristol.

### Esterni
Il luogo di culto si trova ad est dell'abitato di Lydiard Tregoze, villaggio e parrocchia civile nel Sud Ovest, Inghilterra, Regno Unito, all'interno del grande parco Lydiard, dietro Lydiard House. L'edificio è di grandi dimensioni, costruito con elementi di calcare e conci. La grande torre è posta a occidente e si alza su tre piani e si conclude con parapetti e pinnacoli traforati. Le finestre sono con transenne perforate. La struttura è irrobustita da contrafforti angolari. accanto alla chiesa si trova il cimitero della comunità.

### Interni
La sala è costituita dalla navata centrale e dalla navata laterale nord. La caratteristica dominante degli interni è la presenza di monumenti della famiglia di St. John che la rendono quasi una cappella dedicata. Le pareti sono riccamente affrescate con dipinti murali, alcuni del XIII secolo. Sulla parete nord sono dipinte scene della vita di San Tommaso Becket. Sull'arco del presbiterio si conserva la croce con testi sacri posti sotto. Il pulpito è del XVII secolo. Il fonte battesimale è medievale, semplice e ottagonale. L'arco del presbiterio del XVII secolo è decorato con stemmi reali degli Stuart, probabilmente del 1633. la balaustra del presbiterio è del 1700 circa ed è una pregevole lavorazione del ferro battuto con monogrammi, probabilmente italiani. La volta è in gesso dipinta con cielo e stelle. Nel presbiterio si trova il trittico dipinto su base in gesso con stemmi, attribuito a William Larkin, con la famiglia di Sir John. Il monumento con le figure di Sir John e della moglie è a grandezza naturale, con tenda e drappi tenuti aperti dagli inservienti. Gli affreschi alle pareti sono stati realizzati perché nel Medioevo la maggior parte dei fedeli era analfabeta e gli affreschi servivano come aiuti visivi dai colori vivaci per insegnare la fede. Gli affreschi furono ridipinti nel corso degli anni e l'unica immagine sopravvissuta di questo periodo è una raffigurazione policroma raffigurante il Cristo risorto, che si trova su un pilastro di fronte all'organo.